# S.O.S. (Let the Music Play)
„S.O.S. (Let the Music Play)” este un cântec al interpretei americane Jordin Sparks. Piesa a fost lansată ca cel de-al șaselea disc single al artistei, fiind inclus pe Battlefield. „S.O.S. (Let the Music Play)” a devenit primul single al solistei ce intră în top 40 Billboard Hot Dance Club Play, obținând totodată locul 1. De asemenea, piesa a devenit cel mai bine plasat single al cântăreței în Suedia.

## Clasamente
| Clasament                          | Poziția maximă | Referință   |
| ---------------------------------- | -------------- | ----------- |
| Australia Singles Chart            | 54             | [ 2 ]       |
| Bulgaria Singles Chart             | 2              | [ 2 ]       |
| Belgium Singles Chart (Flandra)    | 54             | [ 3 ]       |
| Canadian Hot 100                   | 46             | [ 2 ]       |
| Croatia Singles Chart              | 15             | [ 4 ]       |
| Dutch Singles Chart                | 15             | [ 2 ]       |
| Ireland Singles Chart              | 36             | [ 2 ]       |
| Slovakia Airplay Chart             | 39             | [ 5 ]       |
| Sweden Singles Chart               | 7              | [ 2 ]       |
| UK Singles Chart                   | 13             | [ 2 ]       |
| U.S. Billboard Hot Dance Club Play | 1              | [ 6 ] [ 7 ] |
| U.S. Billboard Pop Songs           | 31             | [ 8 ]       |